# Dackscheid

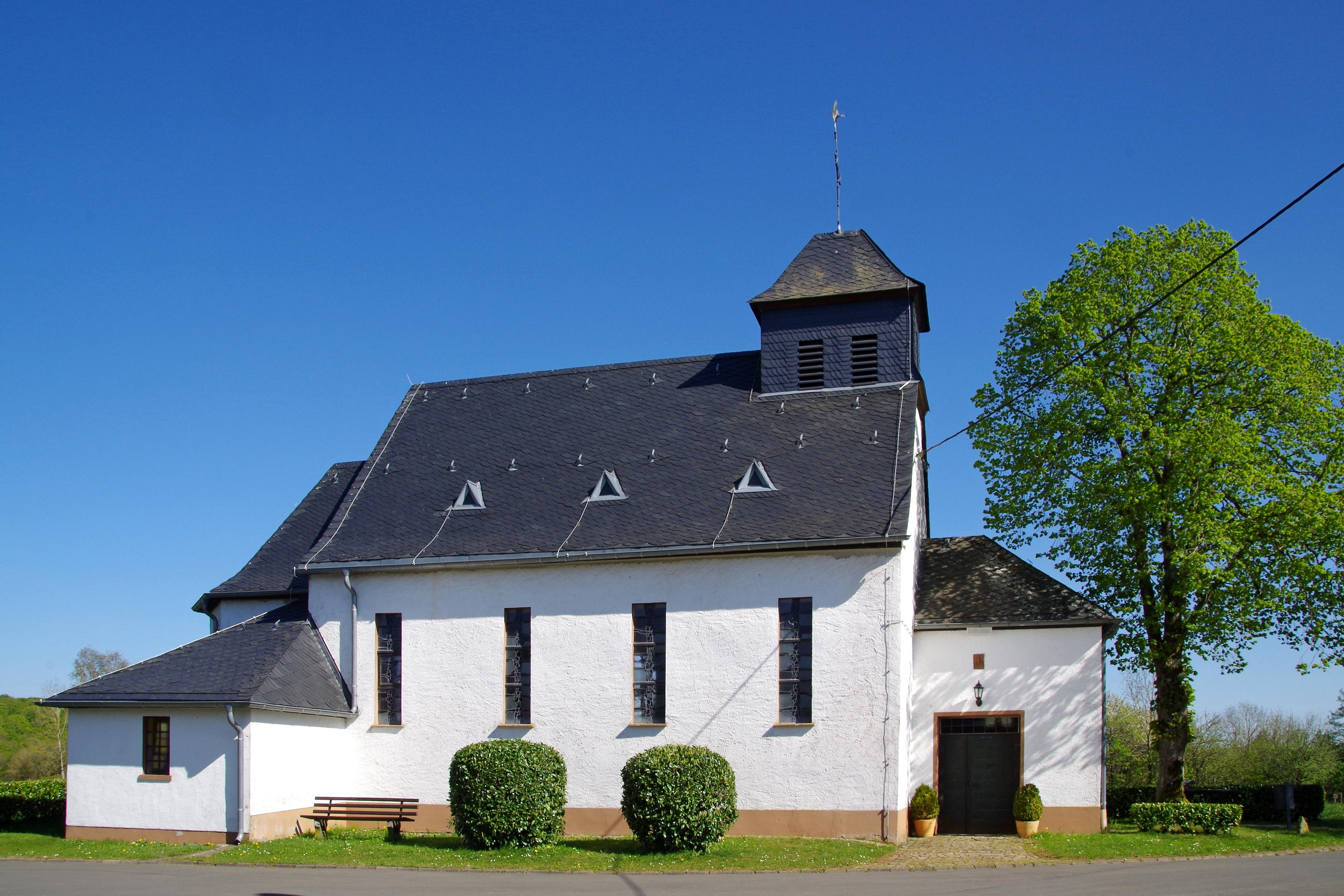
Dackscheid,
St. Celsus, Nordwestansicht

Dackscheid  ist eine Ortsgemeinde im Eifelkreis Bitburg-Prüm in Rheinland-Pfalz. Sie gehört der Verbandsgemeinde Arzfeld an.

## Geographie
Dackscheid liegt zwischen Lünebach im Nordwesten und Waxweiler im Südwesten wenige Kilometer östlich der B 410. Zur Gemeinde gehört auch der Wohnplatz Coumontshof. Rund 60 % der Gemeinde sind Landwirtschaftsfläche und rund 30 % Wald.

## Geschichte
Grab- und Münzfunde weisen auf eine römische Besiedlung östlich des heutigen Ortes im 2. und 3. Jahrhundert hin. Man fand einen Grabhügel mit einem Durchmesser von 10 m und einer Höhe von 2 m. Dieser wurde durch Raubgrabungen weitestgehend zerstört, sodass nur noch Keramikscherben und einige Fragmente geborgen werden konnten. Südlich des Ortes entdeckte man ein einzelnes Steinplattengrab, ebenfalls mit Keramikbeigaben aus dem 1. und 2. Jahrhundert n. Chr. Bemerkenswert ist schließlich auch der Fund eines Brandgräberfeldes mit einer römischen Trasse, nordöstlich von Dackscheid.
Die Namensendung „-scheid“ ist typisch für eine Ortsgründung in der Rodungsphase des 12./13. Jahrhunderts.
Bis Ende des 18. Jahrhunderts gehörte der Ort zum Kondominium Pronsfeld, das unter der gemeinsamen Landeshoheit des Kurfürstentums Trier und des Herzogtums Luxemburg stand. Nach der Annexion der Region durch französische Revolutionstruppen wurde Dackscheid 1795 der Mairie Lünebach im Kanton Arzfeld des Arrondissements Bitburg im Departement der Wälder zugeordnet. Nach der Niederlage Napoleons wurde das Gebiet, und damit auch Dackscheid, 1815 aufgrund der Beschlüsse auf dem Wiener Kongress dem Königreich Preußen zugesprochen. Unter der preußischen Verwaltung kam die Gemeinde Dackscheid 1816 zum neu errichteten Kreis Prüm im Regierungsbezirk Trier. Sie gehörte zur  Bürgermeisterei Lünebach und später zum Amt Waxweiler.
Bevölkerungsentwicklung
Die Entwicklung der Einwohnerzahl von Dackscheid, die Werte von 1871 bis 1987 beruhen auf Volkszählungen:
| Jahr | Einwohner |
| ---- | --------- |
| 1815 | 77        |
| 1835 | 105       |
| 1871 | 140       |
| 1905 | 167       |
| 1939 | 227       |
| 1950 | 231       |

| Jahr | Einwohner |
| ---- | --------- |
| 1961 | 192       |
| 1970 | 160       |
| 1987 | 196       |
| 1997 | 164       |
| 2005 | 158       |
| 2023 | 109       |

## Politik

### Bürgermeister
Michael Rabsahl wurde 2024 Ortsbürgermeister von Dackscheid.
Sein Vorgänger war Matthias Knauf seit 2009.
Knaufs Vorgänger Harald Lehmann hatte das Amt von 2004 bis 2009 ausgeübt.

## Weblinks

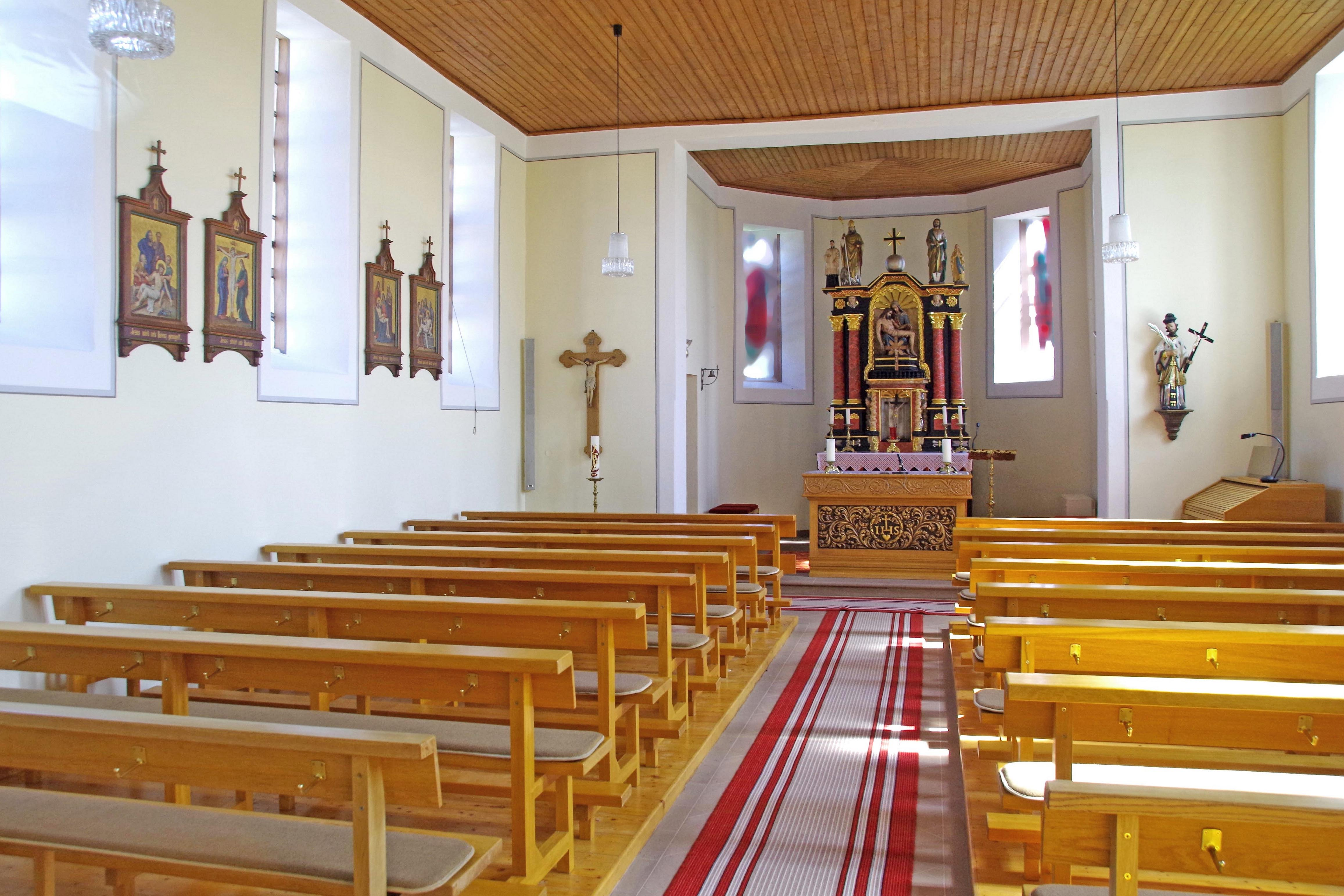
Innenraum mit Barockaltar

### Wappen
| Wappen von Dackscheid | Blasonierung: „In Rot silberne Glocke, Pinienzapfen und lediges, steigendes Fohlen (2:1).“ |
| Wappen von Dackscheid | Wappenbegründung: Die Farben rot und silber stehen für das Kurfürstentum Trier und das Haus von Hartradstein. Das Wappen umfasst die Symbole: Fohlen, Glocke und Pinienzapfen. Das Fohlen ist ein Attribut des Hauptpatrons der Ortskirche, des „Pferdeheiligen“ St. Celsus. Der Legende nach sollte die Glocke im Zweiten Weltkrieg umgeschmolzen werden, jedoch wurde sie versehentlich auf einem Wagen zwischen Milchkannen übersehen. Der Pinienzapfen weist auf die mindestens 1800-jährige Geschichte hin. Die Region um Dackscheid war von den Kelten und Römern besiedelt, von denen noch mehrere Grabhügel erhalten geblieben sind. Diese wurden oftmals mit einem eingemeißelten Pinienzapfen versehen, als Symbol der Unvergänglichkeit und für ein mögliches Weiterleben nach dem Tode. |